# اوست-ساخرای
اوست-ساخرای (به لاتین: Ust-Sakhray) یک منطقهٔ مسکونی در روسیه است که در آدیغیه واقع شده‌است.